# Hermann Zabel
Hermann Zabel (Neu-Katzow, província de Greifswald, 22 de setembro de 1832 – Gota, 26 de abril de 1912) foi um botânico alemão especializado no campo da dendrologia.

## Carreira
De 1854 a 1860, ele trabalhou como assistente no jardim botânico e museu em Greifswald. De 1869 a 1895, foi diretor do jardim botânico florestal de Hannoversch Münden. Após a aposentadoria, ele fixou residência na cidade de Gotha.
O gênero Zabelia (Rehder) Makino é nomeado em sua homenagem, como os táxons com os epítetos específicos de zabeliana e zabelii.

## Trabalhos publicados
- Übersicht der Flora von Neuvorpommern und Rügen, 1859 – Levantamento sobre a flora de Neuvorpommern e Rügen
- "Catalogue of the Botanic Garden of the Forest Academy of Munden, Germany", (publicado em inglês).
- Die Gattung Symphoricarpus, 1887 – O gênero Symphoricarpos.[5]
- Die strauchigen Spiräen der deutschen Gärten, 1893 – O arbusto Spiraea dos jardins alemães..
- Handbuch der Laubholz-Benenung, 1903 (com Ludwig Beissner, Ernst Schelle) – Manual de designação de árvores decíduas.[6]